# Чорна вода: Вигнання нечистої сили
Чорна вода: Вигнання нечистої сили (англ. Blackwater Valley Exorcism) — американський фільм жахів 2006 року.

## Сюжет
Емоційно тендітна Ізабель замикається в собі, б'ючись з темним і порочним демоном, який вселився в неї. Батько дівчини запрошує священика, щоб той провів обряд екзорцизму, але як відомо, щоб обряд вдався, необхідна непохитна віра і міцність духу. Перед священиком постає важка задача — спершу йому необхідно впоратися зі своїми власними «монстрами», що викликають сумніви у нього в душі.

## У ролях
| Актор           | Роль          |
| --------------- | ------------- |
| Кемерон Дейдду  | Джейкоб       |
| Крістін Еріксон | Ізабель       |
| Джеймс Руссо    | єпископ       |
| Джеффрі Комбс   | шериф         |
| Ренді Колтон    | Елі           |
| Медісон Тейлор  | Клер          |
| Дон О. Нолтон   | МакКолл       |
| Леслі Флеммінг  | Бланш         |
| Пол Капеллас    | Люк           |
| Дель Замора     | Мігель        |
| Ірис Стоббелар  | демон дівчина |